# Yuruki Koya
Koya Yuruki (汰木 康也 Yuruki Kōya, sinh ngày 3 tháng 7 năm 1995 ở Kanagawa, Nhật Bản) là một cầu thủ bóng đá người Nhật Bản kể từ năm 2014 thi đấu ở vị trí tiền vệ cho Montedio Yamagata ở J2 League.

## Sự nghiệp

### Montedio Yamagata
Yuruki ra mắt chính thức cho Montedio Yamagata ở J. League Division 2, ngày 2 tháng 3 năm 2014 trước Shonan Bellmare ở Shonan BMW Stadium Hiratsuka ở Hiratsuka, Nhật Bản. Anh vào sân từ ghế dự bị thay cho Hiroki Bandai ở phút thứ 74. Hidaka và đội bóng thất bại 1-0.

## Thống kê sự nghiệp câu lạc bộ
| 2014 | Montedio Yamagata | J. League 1 | 2 | 0 | - | - | - | - | 2 | 0 |
| 2015 | Montedio Yamagata | J. League 1 | - | - | 1 | 0 | - | - | 1 | 0 |
| Tổng | Tổng              | Tổng        | 2 | 0 | 1 | 0 | - | - | 3 | 0 |